# Sajópetri
Sajópetri is een plaats (község) en gemeente in het Hongaarse comitaat Borsod-Abaúj-Zemplén. Sajópetri telt 1510 inwoners (2001).